# 濱村芳宏
濱村 芳宏（はまむら よしひろ、1966年8月24日 - ）は、徳島県松茂町出身の元競艇選手。登録番号3295。徳島支部所属。
師匠は新開文夫。弟子に女子レーサートップクラスとなった横西奏恵がいた。

## 来歴
- 1987年5月9日、鳴門でデビュー（節間成績 5・1・6・1・5・6・5）。
- 1989年、鳴門一般戦で初優勝。
- 1995年、蒲郡40周年で初のGIを獲得。
- 1999年、第26回蒲郡笹川賞ではインから.04の好スタートを決めて一気に逃げ切り、遂に念願のSG初優勝を飾る。年末の第14回賞金王決定戦では、松井繁に次いで2着に入っている。
- 2005年、日本モーターボート選手会理事に就任、2013年まで8年間理事を務める。
- 2019年8月、宮島でのレース中にターンマークに激突し右肩鍵盤筋断裂の重傷を負う。徳島県内に手術のできる医者が一人しかおらず、順番待ちのため長期の欠場となったが、翌2020年6月に児島で復帰を果たした[3]。
- 2023年2月27日、「鳴門のいも屋杯競走」最終日7Rに1号艇で出走。2着となり、このレースをもって現役を引退した[4][5]。現役引退後は競艇解説者に転身している[6]。

## エピソード
- 同期に同じ徳島支部所属の烏野賢太をはじめ、上瀧和則・川崎智幸・倉谷和信・藤丸光一など強豪揃いである。
- プロペラの整備の巧さには定評があった[7]。
  - 本人によると、「広島支部の亀本さんが年賀状に『広島の牡蠣と濱のペラを替えてくれ』と書いてきたこともあった（笑）」そうである[7]。
  - プロペラが本人所有だった当時は、プロペラを整備する自身の工房にたくさんの後輩選手が出入りしており、「僕だけじゃなしに、後輩からのアドバイスもあったからプロペラ（整備）がうまくなれた」とも話す[8]。また、「（抽選で）悪いエンジンを引いても、自分が作ったプロペラが合えばエンジンが出るようになるから、レースに行くのが楽しくて仕方がなかった」と語る[7]。
  - その一方、「僕にはリズム感がなくてピットアウトが下手だったから、僕が倉谷のと自分のとで同じプロペラを2枚作っても、ボートに取り付けたら倉谷のはよく伸びたのに、僕のはあまり伸びなかった」という[7]。
- 2020年にケガから復帰した際には、「ボートのハンドルが早く切れなかったり、プロペラが思った通りに叩けなくなったり、今までできていたことができなくなったのが精神的につらくて、レース場に行くのがイヤになった」と話す[7]。
- 2023年1月15日に唐津競艇場で行われた「マンスリーBOATRACE杯」の2日目第5レースにおいて.01のフライングを喫し[9]、「自分じゃ絶対にフライングを切っていないと思っていたのにフライングしたから、もう（引退の）潮時かなと思った」というが、その後鳴門からの「鳴門のいも屋杯競走」の斡旋が入り、このレースで引退することを決めたという[7]。
  - 自身が引退することは他の選手や関係者はおろか家族にさえも伝えておらず、自身の最終出走レースでの競走終了後に引退が発表され[7]、レース後には鳴門の実況アナウンサーの桃井雄也が号泣しながら引退セレモニーの模様を伝えた[5]。
- 孫が2人いる[7]。
- 趣味は海釣り、それもカツオやカジキマグロのような大物を釣ることだという[7]。現役引退後も各地へ釣りに出かけており、釣果や釣りのためのトレーニングの様子も自身のinstagramで発信している。

## SG・GIタイトル

### SG
- 1999年 蒲郡 第26回笹川賞

### GI
- 1996年 蒲郡 開設40周年記念競走
- 1996年 住之江 開設39周年競走
- 1997年 住之江 高松宮記念特別競走
- 1997年 児島 開設45周年記念競走
- 1997年 三国 開設44周年記念競走
- 1998年 丸亀 四国地区選手権競走
- 1999年 尼崎 開設46周年記念競走
- 2000年 津 ダイヤモンドカップ競走
- 2001年 鳴門 開設48周年記念競走
- 2002年 桐生 ダイヤモンドカップ競走